# Glypta clypeata
Glypta clypeata är en stekelart som beskrevs av Kuslitzky 2007. Glypta clypeata ingår i släktet Glypta och familjen brokparasitsteklar. Inga underarter finns listade i Catalogue of Life.